# 绍斯 (赫罗纳省)
绍斯，是西班牙加泰罗尼亚赫罗纳省的一个市镇。总面积12平方公里，总人口686人（2001年），人口密度57人/平方公里。